# Piraju
Piraju là một đô thị ở bang São Paulo của Brasil. 
Đô thị này nằm ở vĩ độ 23º11'37" độ vĩ nam và kinh độ 49º23'02" độ vĩ tây, trên khu vực có độ cao 646 m. Dân số năm 2004 ước tính là 28.831 người. 

## Thông tin nhân khẩu
Dữ liệu dân số theo điều tra dân số năm 2000
Tổng dân số: 27.897
- Thành thị: 24.296
- Nông thôn: 3.601
- Nam giới: 13.669
- Nữ giới: 14.228

Mật độ dân số (người/km²): 55,22
Tỷ lệ tử vong trẻ sơ sinh dưới 1 tuổi (trên một triệu người): 16,70
Tuổi thọ bình quân (tuổi): 70,78
Tỷ lệ sinh (số trẻ trên mỗi bà mẹ): 2,34
Tỷ lệ biết đọc biết viết: 90,84%
Chỉ số phát triển con người (HDI-M): 0,791
- Chỉ số phát triển con người - Thu nhập: 0,739
- Chỉ số phát triển con người - Tuổi thọ: 0,763
- Chỉ số phát triển con người - Giáo dục: 0,871

(Nguồn: IPEADATA)

## Sông ngòi
- Sông Paranapanema
- Ribeirão Hungria

## Các xa lộ
- SP-261
- SP-270
- SP-287